# Andrena hamulata
Andrena hamulata är en biart som beskrevs av Laberge och Ribble 1975. Andrena hamulata ingår i släktet sandbin, och familjen grävbin. Inga underarter finns listade i Catalogue of Life.